# Droga magistralna A5 (Litwa)

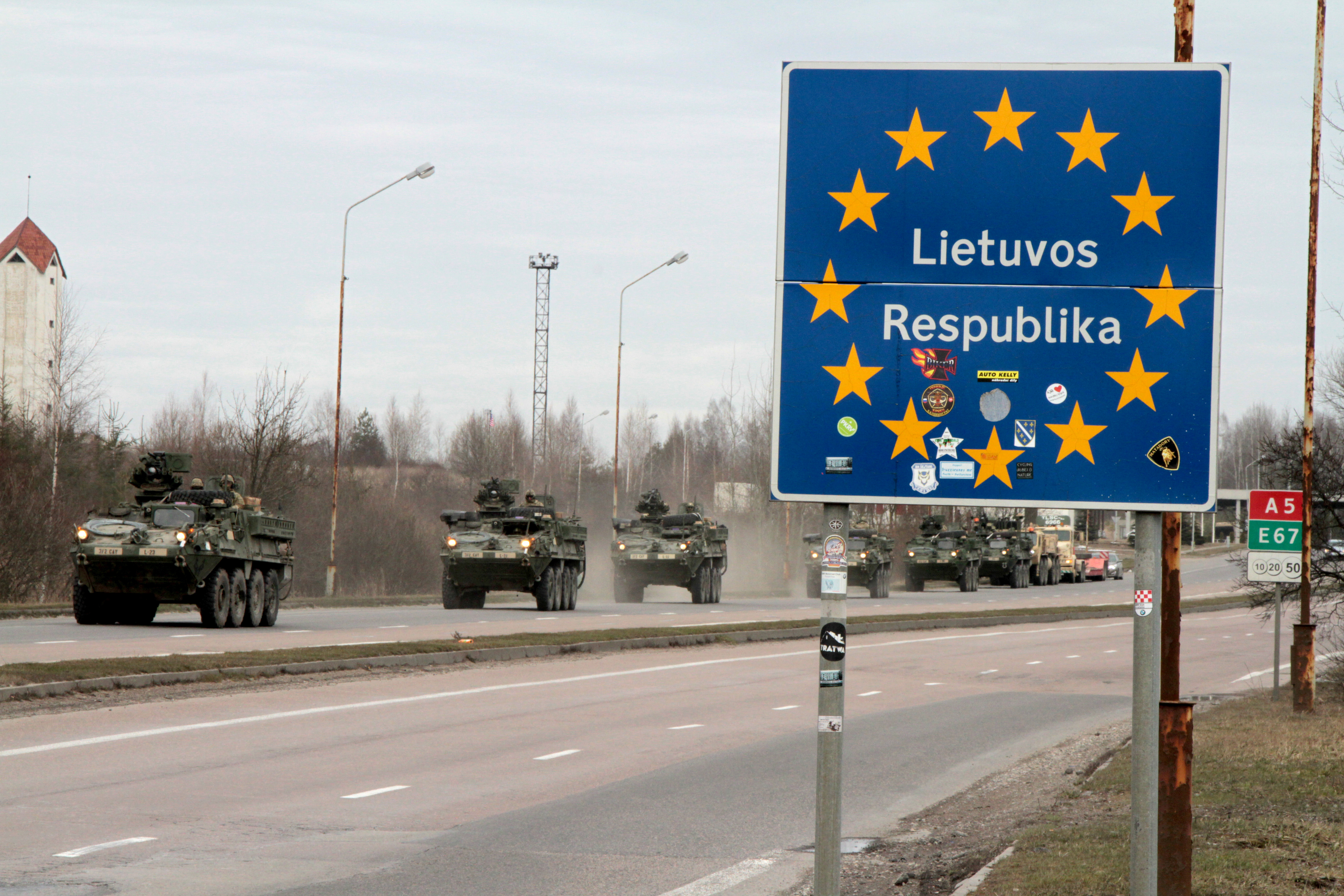
Początek drogi A5 na dawnym przejściu granicznym Budzisko-Kalvarija (2015)

Droga magistralna A5 (lit. Magistralinis kelias A5) – droga magistralna na Litwie, prowadząca od granicy z Polską, gdzie w Budzisku łączy się z drogą ekspresową S61, przez Mariampol do Kowna.
Droga jest fragmentem strategicznie ważnego korytarza transportowego Via Baltica stanowiącego część trasy europejskiej E65 zapewniającej drogowe połączenie krajów bałtyckich z resztą Europy.
Przed rozpadem Związku Radzieckiego droga posiadała numer A-226 i prowadziła z Kalwarii przez Mariampol (za okupacji sowieckiej Kapsukas), wsie Dębowa Buda i Skrawdzie oraz miasteczko Wejwery do Kowna i dalej przez Wiłkomierz, Uciana i Jeziorosy do Dyneburga na Łotwie, śladem dawnego pocztowego traktu petersburskiego.
W latach 1996–2005 wybudowana została nowa droga od granicy z Polską do Kowna, o całkowitej długości 97,06 km, wyprowadzająca ruch tranzytowy poza tereny zabudowane. Fragment trasy długości 16 km między Godlewem a węzłem z trasą A1 w Sergianach stanowi zachodnią obwodnicę Kowna.

## Autostrada
W 2018 roku arteria na odcinku Puskielnie (koło Mariampola, 56,83 km trasy) - Maurucie (23,40 km)  –  zyskała status autostrady. Prace nad rozbudową drogi do postaci dwujezdniowej trwały w latach 2016 – 2018. Docelowo planowane jest przebudowa trasy na całej jej długości, uważane przez władze za strategicznie ważną inwestycję. W grudniu 2022 rozpoczęto prace nad przebudową do standardu autostrady drogi od granicy z Polską do Mariampola, od podzielonego na dwa odcinki fragmentu między wsią Smolnica w gminie Kalwaria (85,00 km) a wsią Skordupiany w gminie Mariampol (72,50 km) zakończone pod koniec 2023 roku. W czerwcu 2023 rozpoczęły się prace na odcinku Skordupiany (72,50 km) - Puskielnie (56,83 km). W 2023 również ogłoszono przetargu na odcinek od granicy z Polską (97,06 km) do wsi Smolnica. Zakończenie prac na całym 40 kilometrowym odcinku planowane jest na 2025.

## Opłaty[2]
Przejazd drogą jest płatny dla autobusów oraz pojazdów ciężarowych za pomocą winiet. Użytkownicy samochodów osobowych oraz motocykli zwolnieni są z uiszczania opłaty.